# Расвумчорр
Расвумчорр — горное плато в Хибинах.
Расположено на высоте до 1050 м над уровнем моря в юго-восточной части Хибинского массива. С севера отделено перевалом Юкспоррлак от плато Юкспорр. На юго-востоке граничит с горой Коашва. С юга плато ограничивает бассейн ручья Вуониемйок, а с юго-востока бассейн ручья Юкспоррйок.

## Топонимика
Расвумчорр с саамского на русский можно перевести как «Гора травянистой долины».

## Открытие месторождения Плато Расвумчорр
В ходе ежегодных экспедиций, организованных известным геологом академиком А.Е. Ферсманом для изучения Хибин, были сделаны интереснейшие открытия. В 1921 году были обнаружены образцы неизвестного до того на севере зелёного сахаристого апатита, в 1923 г. были впервые найдены его коренные выходы, а в 1925—1926 годах геолог А. Н. Лабунцов открыл ещё более мощные залежи апатита на склонах Расвумчорра.
Месторождение апатито-нефелиновых руд «Плато Расвумчорр» является частью единой апатитовой залежи, расположенной на абсолютных отметках от 1050 до 650 метров над уровнем моря.

## Промышленное освоение
В 1962 году на плато был введён в эксплуатацию рудник Центральный для разработки открытым способом месторождения «Плато Расвумчорр». При разработке месторождения применяется редкая схема вскрытия и отработки, по которой руда, добытая в карьере на высоте около 1000 м, по системе рудоспусков попадает в капитальную штольню, по которой вывозится железнодорожными думпкарами на обогатительную фабрику. За весь период существования рудником добыто более 600 млн т руды. Балансовые запасы месторождения в границах карьера в настоящее время составляют 45 млн т руды. Рудник Центральный входит в систему КФ АО «Апатит».

## Природно-климатические особенности
Плато Расвумчорр называют «малой Антарктидой»: добыча апатито-нефелиновых руд осуществляется в суровых климатических условиях. Здесь дуют сильные ветра в сочетании с морозами и высокой влажностью воздуха, полярная ночь, продолжительная зима (снег лежит около 250 дней в году). Среднегодовая температура −4,8 градуса. 237 суток году здесь идет снег, 98 суток — дождь, 285 суток дует ветер. Высота снежного покрова к концу зимы достигает 2,5 метров.

## Плато Расвумчорр в творчестве
- Плато Расвумчорр посвящена песня Юрия Визбора «На плато Расвумчорр…», которая была написана им во время журналистской командировки на Кольский полуостров. Песня-репортаж прозвучала на гибких страницах-грампластинках первого выпуска журнала «Кругозор».[7]
- Рассказ Ю. Визбора «Ночь на плато» посвящен истории создания песни и людям, о которых она была написана.
- Кроме того, плато упомянуто в двух песнях советского барда Арона Яковлевича Круппа — «Хибинские камушки» (…Стал их летним домом неприступный Расвумчорр…) и «На плато Расвумчорр» (…На плато Расвумчорр/Нас туманы, ветры мучат…).